# Orient and Occident
Orient and Occident est une œuvre pour orchestre à cordes du compositeur estonien Arvo Pärt composée en 1999.

## Historique
Commande du Auftragswerk der Berliner Festspiele 2000, Orient and Occident est créé le 30 septembre 2000 à la Philharmonie de Berlin par l'Orchestre de chambre de Lituanie sous la direction de Saulius Sondeckis.

## Structure
En un seul mouvement, d'une durée d'environ 7 minutes.

## Discographie sélective
- Orient and Occident, Orchestre symphonique de la radio suédoise, dirigé par Tõnu Kaljuste chez ECM Records, 2002.